# Генералиссимус Советского Союза
Генерали́ссимус Сове́тского Сою́за — персональное высшее воинское звание в Вооружённых Силах СССР.
Звание введено Указом Президиума Верховного Совета СССР от 26 июня 1945 года на основании рассмотрения коллективного ходатайства рабочих, инженерно-технических работников и служащих московского завода «Рессора» от 6 февраля 1943 года и записки командующих войсками фронтов, Генерального штаба Красной Армии, Военно-Морского Флота от 24 июня 1945 года. На следующий день, 27 июня, по предложению Политбюро ЦК ВКП(б) и письменному представлению командующих фронтами звание было присвоено И. В. Сталину «в ознаменование исключительных заслуг в Великой Отечественной войне». Также он был награждён орденом Победы и ему было присвоено звание Героя Советского Союза.

## История
По воспоминаниям современников, вопрос о присвоении воинского звания генералиссимуса обсуждался несколько раз, однако И. В. Сталин неизменно отклонял данное предложение. И только после вмешательства Маршала Советского Союза К. К. Рокоссовского (когда тот заявил: «Товарищ Сталин, вы маршал и я маршал. Вы меня наказать не сможете!») дал своё согласие.

## Форма и погоны
Форма и знаки различия Генералиссимуса Советского Союза были разработаны и представлены на утверждение службой тыла Красной Армии, но при жизни И. В. Сталина  не были  утверждены официально, а после его смерти необходимость в этом отпала.
Ниже представлены проекты погонов и эполет Генералиссимуса Советского Союза.

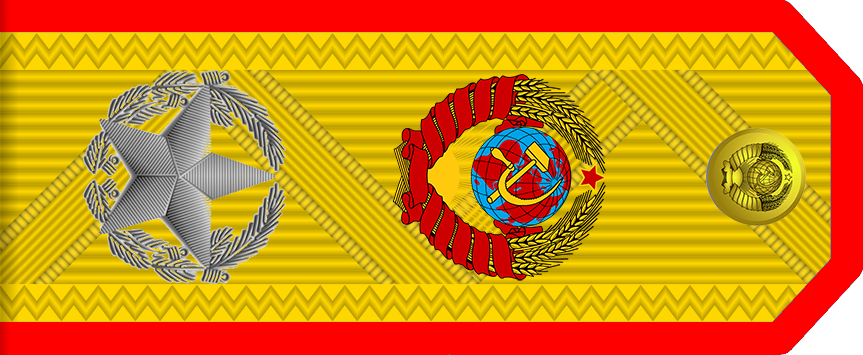
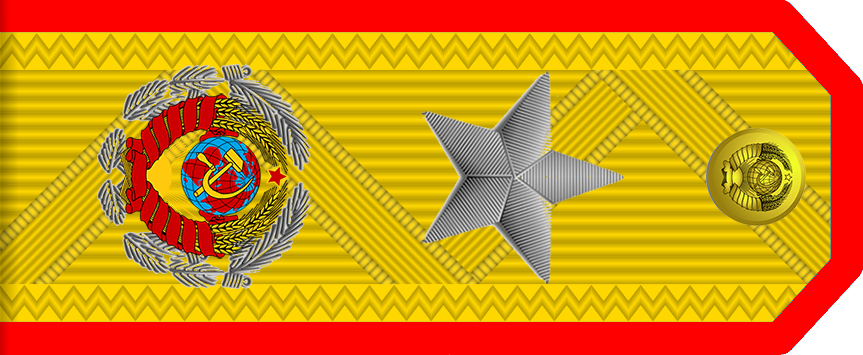
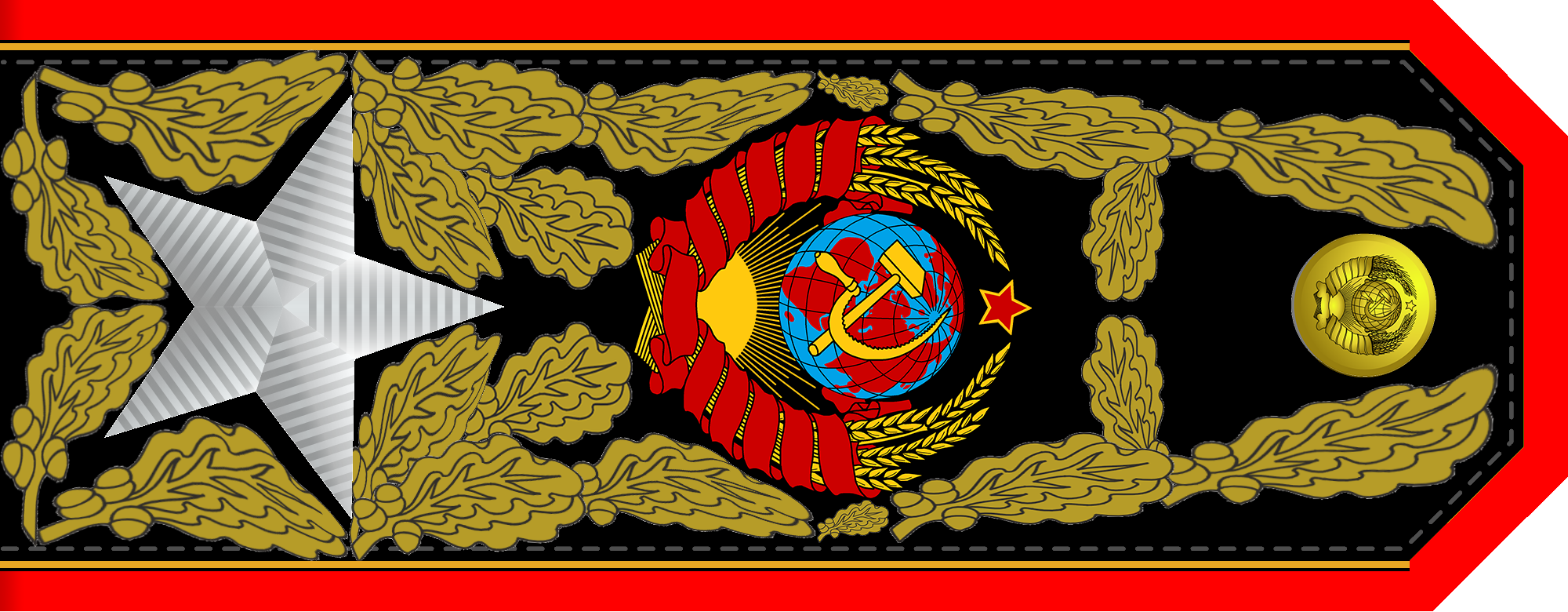
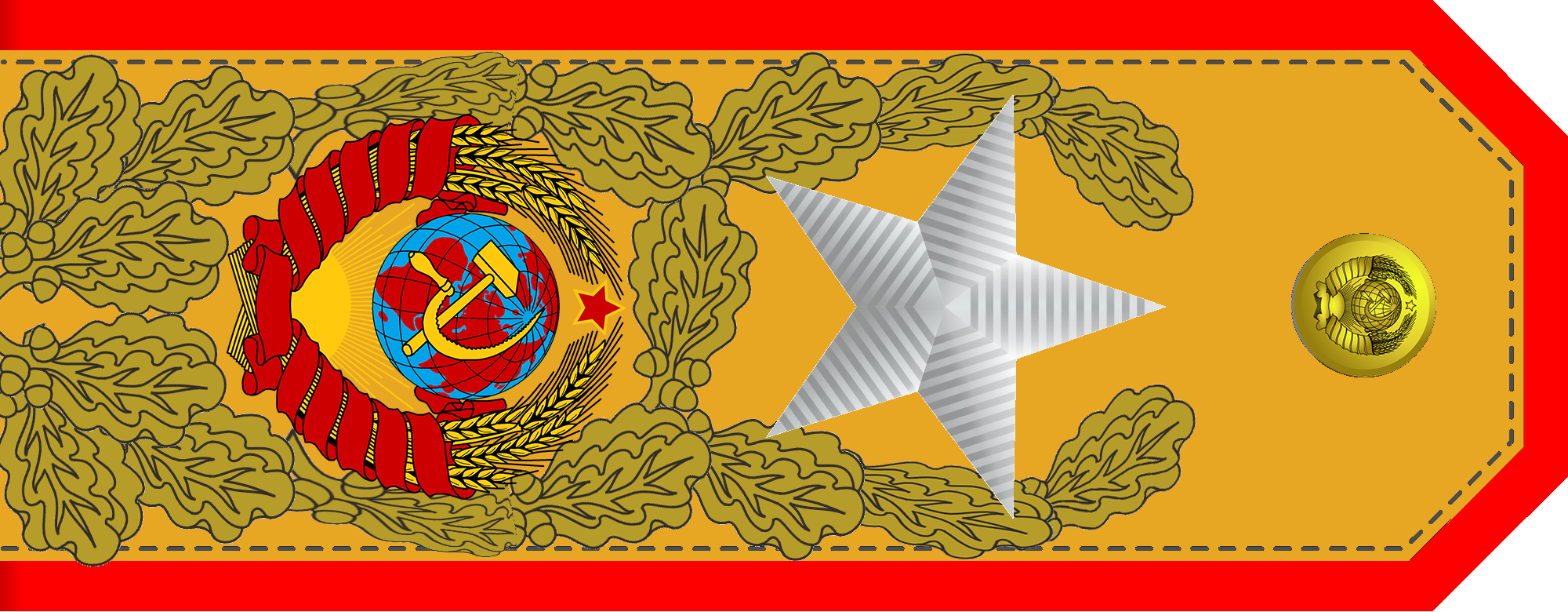
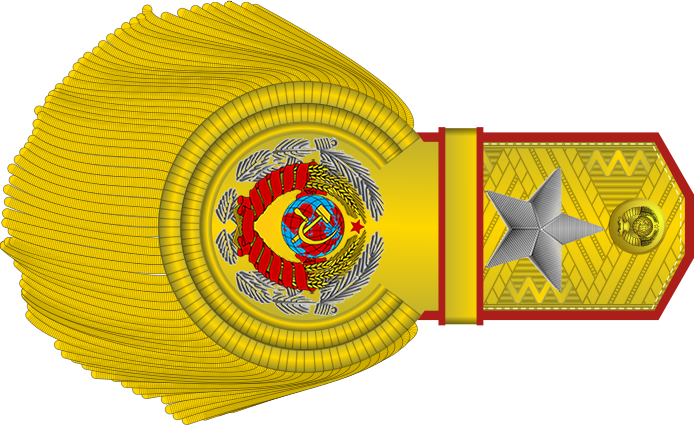
Этот эполет присутствует на пошитом мундире генералиссимуса

Как-то прибыв на доклад в Кремль, мы с Антоновым встретили в приемной Сталина главного интенданта Красной Армии П. И. Драчева. Он был одет в пышную военную форму неизвестного нам покроя. Мундир был сшит по модели времен Кутузова с высоким стоячим воротником. Брюки же выглядели по-современному, но блистали позолоченными лампасами. Когда удивленные столь опереточным нарядом мы остановились и посмотрели на странный костюм, Драчев тихо сказал нам: «Новая форма для Генералиссимуса».

В кабинете у Сталина находились члены Политбюро. Докладывал начальник тыла генерал армии Хрулёв. Закончив доклад, он попросил разрешения показать присутствующим новую военную форму. Сталин был в отличном настроении и сказал: «Давайте, вот и Генштаб посмотрит».

Дали знак в приёмную. Вошел Драчев. Сталин окинул его беглым взглядом и помрачнел. Видимо, он догадался, что это была за форма.

— Кого вы собираетесь так одевать? — спросил он, слегка кивнув головой в направлении главного интенданта.

— Это предлагаемая форма для Генералиссимуса, — ответил Хрулёв.

— Для кого? — переспросил Сталин.

— Для вас, товарищ Сталин.

Верховный Главнокомандующий велел Драчеву удалиться. Формы Генералиссимуса так и не было создано. Сталин до конца своих дней носил маршальскую форму.— 

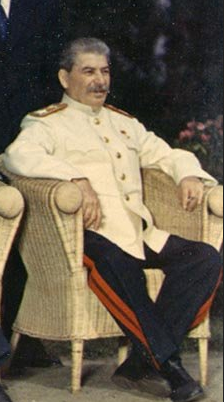
Генералиссимус Советского Союза Сталин в маршальской форме

Фактически же Генералиссимус Советского Союза Сталин носил стандартный по покрою форменный генеральский (до введения погон) китель с отложным воротником и четырьмя карманами, но уникального светло-серого цвета. Погоны на кителе — Маршала Советского Союза. Петлицы генеральские шинельные — красные с золотой окантовкой и пуговицами. Эта форма была официальной и изображалась на портретах и плакатах.

## Дальнейшая судьба звания
По свидетельству В. М. Молотова, «Сталин жалел, что согласился на Генералиссимуса. Он всегда жалел. И правильно. Это перестарались Каганович, Берия… Ну и командующие настаивали».
После И. В. Сталина звание Генералиссимуса Советского Союза не присваивалось, однако числилось в законах и уставах до 1993 года.

Так, согласно пункту 9 Устава внутренней службы Вооружённых Сил СССР, утверждённому 30 июля 1975 года: 
За особо выдающиеся заслуги перед Родиной в деле руководства всеми Вооруженными Силами государства во время войны Президиумом Верховного Совета СССР персонально присваивается высшее воинское звание — Генералиссимус Советского Союза.
Данный Устав продолжал действовать в Вооружённых Силах Российской Федерации до 1 января 1993 года, когда был введён в действие Временный устав внутренней службы Вооруженных Сил Российской Федерации, в котором воинское звание Генералиссимус Советского Союза отсутствовало.
При этом в архивах сохранились письма, содержащие предложения о присвоении данного звания генерал-лейтенанту Н. С. Хрущёву и Маршалу Советского Союза Л. И. Брежневу:
|  | Присвоить Н. С. Хрущёву звание генералиссимуса за выдающиеся заслуги перед Родиной и за укрепление Вооружённых Сил СССР.— Гвардии капитан Советской Армии, член КПСС с 1941 года Иванов. |

|  | Вношу предложение — выдающемуся борцу за мир, крупнейшему военному деятелю Леониду Ильичу Брежневу присвоить звание Генералиссимуса Советского Союза.— Полковник в отставке К. К. Рыбако. |

|  | Я предлагаю присвоить к дню победы 9 мая высшее воинское звание генералиссимуса и прошу народы СССР и другие государства поддержать моё предложение о присвоении Леониду Ильичу Брежневу высшего звания генералиссимуса.— Мамедов Гаджи. Слесарь Сумгаитского суперфосфатного завода. |

Официального хода данным предложениям не дали, хотя, по воспоминаниям заместителя директора ТАСС Евгения Ивановича Иванова, 12 мая 1976 года на встрече с ветеранами 18-й армии Леонид Ильич Брежнев (за пять дней до этого ему было присвоено звание Маршала Советского Союза) заявил следующее:
То, что вы хотели мне сказать, я послушаю, когда получу звание генералиссимуса.
Неясно, было ли это шуткой, оговоркой или искренним желанием Брежнева.